# دهستان چهودزوم
دهستان چهودزوم (به لاتین: Chhudzom Gewog) یک دهستان در کشور بوتان است که در ناحیهٔ سرپانگ واقع شده‌است.